# منتخب إسواتيني لاتحاد الرغبي
منتخب إسواتيني الوطني لاتحاد الرغبي (بالإنجليزية: Eswatini national rugby union team)‏ هو ممثل إسواتيني الرسمي في المنافسات الدولية في اتحاد الرغبي .